# Revuelta popular en Tailandia de 1973
El levantamiento popular del 14 de octubre de 1973 (en tailandés:เหตุการณ์ 14 ตุลา, RTGS:Hetkan Sip-Si Tula, "Evento del 14 de octubre"; o tailandés:วัน มหา วิปโยค, RTGS Wan Maha Wippayok, "Day of Great Dolor") fue un hito en la historia de Tailandia. El levantamiento resultó en el fin de la dictadura militar gobernante del anticomunista Thanom Kittikachorn y alteró el sistema político tailandés. En particular, destacó la creciente influencia de los estudiantes universitarios tailandeses en la política.

## Activismo estudiantil en Tailandia de las décadas de 1950 a 1970
El activismo estudiantil en Tailandia creció durante la década de 1950, ya que muchos estudiantes se inspiraron en la ideología de izquierda para movilizarse y organizar manifestaciones y mítines contra las políticas proestadounidenses del gobierno gobernante. El auge de los estudiantes universitarios como fuerza política también se debió al aumento del número absoluto de estudiantes universitarios. De 1961 a 1972, el número de estudiantes universitarios aumentó de 15.000 a 150.000, mientras que el número de universidades aumentó de cinco a diecisiete. Antes de 1968, la actividad estudiantil se limitaba a demostraciones de lealtad más que a demandas de cambio o críticas al sistema político. La muerte de Sarit Thanarat en diciembre de 1963 cambió las cosas, ya que el gobierno de Thanom fue más tolerante con los estudiantes e intelectuales. La publicación de Social Science Review en la década de 1960 fue reconocida como responsable de reiniciar el pensamiento intelectual y el debate en la política tailandesa. Los grupos de discusión surgieron en las principales universidades que se convirtieron en grupos independientes organizados e importantes, por ejemplo, el "Sapha Na Dome" y "Sethatham" y el grupo "SOTUS". Estos grupos independientes, a su vez, produjeron sus propios escritos y la Social Science Review comenzó a publicar artículos sobre ellos. Algunos de los escritos fueron críticos con el gobierno. Estos grupos también comenzaron a realizar seminarios políticos clandestinos que animaban a los estudiantes a ser analíticos y críticos.

## El Centro Nacional de Estudiantes de Tailandia
Los grupos de discusión de estudiantes eran en muchos aspectos importantes diferentes de los sindicatos de estudiantes que ya estaban presentes en el campus. Eran radicales y buscaban nuevas formas de interpretar la sociedad y la política tailandesas, a menudo con una inclinación izquierdista. No se organizaron de la misma manera que los sindicatos estudiantiles oficiales, es decir, sobre una base jerárquica y políticamente conservadora. Estos grupos de diferentes universidades lograron trascender la rivalidad interuniversitaria y entablar contactos entre ellos. 10 Los programas de desarrollo, basados en los del Cuerpo de Paz de Estados Unidos, llevaron a estudiantes de varios campus a trabajar en áreas rurales durante su vacaciones y los obligó a reconocer los problemas en el campo. Los programas también sirvieron para mostrar a los estudiantes lo inadecuada que había sido su formación universitaria, ya que no pudieron utilizar ninguno de sus conocimientos para mejorar las condiciones que enfrentaba la mayoría de la población rural
Como consecuencia del creciente contacto colegiado entre estudiantes, en 1968 se fundó el Centro Nacional de Estudiantes de Tailandia (NSCT). Su propósito era representar y coordinar la acción de los estudiantes. El NSCT iba a desempeñar un papel crucial en el levantamiento de 1973. Después de varias reuniones entre representantes de las universidades de Tailandia, se propuso que los estudiantes tailandeses tuvieran una organización interuniversitaria, el NSCT. Debía incluir a dos miembros de cada una de las once instituciones: Universidad de Chulalongkorn, Universidad de Thammasat, Universidad de Kasetsart, Universidad de Silpakorn, Universidad de Mahidol, Universidad de Chiang Mai, Universidad de Khon Kaen, Universidad del Príncipe de Songkla, Prasanmit Teachers College (ahora Universidad de Srinakharinwirot), Bangsaen Teachers College (ahora Universidad Burapha) y Patumwan Teachers College (ahora combinado con la Universidad Srinakharinwirot).
En sus primeros años, el NSCT no fue particularmente activo y no organizó ninguna actividad política. Por ejemplo, el NSCT no participó durante las manifestaciones contra la corrupción interna en la Universidad de Chulalongkorn en septiembre de 1970. En cambio, se concentró en áreas como los servicios comunitarios, asesorar a nuevos estudiantes y producir un programa de televisión que elogiaba al Rey, Bhumibol Adulyadej. Esta perspectiva conservadora y realista se remonta a la organización del NSCT y la forma en que las personas fueron elegidas como funcionarios. El NSCT constaba de tres comités compuestos por los presidentes de los sindicatos de estudiantes, que eran responsables de formular la política del NSCT y seleccionar a los líderes de las divisiones en el comité de la secretaría. Esto dificultaba las cosas para los miembros de los más grupos políticamente conscientes para controlar o incluso influir en el NSCT, ya que la mayoría de los estudiantes todavía los veían con sospecha. Como resultado, los activistas no pudieron ganar las elecciones para los sindicatos de estudiantes del campus y, por lo tanto, para el NSCT. Muchos grupos de discusión encontraron que el NSCT era conservador y poco progresista.

## Acciones de NSCT que condujeron a octubre de 1973
En noviembre de 1972, el NSCT inició una campaña para boicotear los productos japoneses. Este fue un movimiento estratégico ya que evitó un ataque directo al gobierno de Thanom, pero sirvió para mostrar al público las intenciones de los estudiantes. Además de repartir folletos en los centros comerciales, proclamar una "Semana de los productos antijaponeses" y presentar un plan económico de diez puntos a Thanom, el NSCT también organizó una marcha de protesta. [9]: 137 Fue difícil para el gobierno de Thanom tomar medidas enérgicas contra el NSCT a pesar de la prohibición de otros partidos políticos, ya que el NSCT resaltó el sentimiento nacionalista.
Con el éxito de la campaña de bienes antijaponeses, el NSCT adoptó una postura más obvia en diciembre de 1972 al responder al Decreto n.º 299 del Consejo Ejecutivo Nacional del gobierno, que permitió al consejo colocar al poder judicial bajo control burocrático directo. Esto incrementó sus poderes frente al poder judicial. El NSCT organizó una sentada de toda la noche en la Universidad de Thammasat y una marcha desde allí a la Universidad de Chulalongkorn. También se celebró una manifestación de protesta en la Universidad de Chiang Mai. El NSCT fue apoyado por la Asociación de Abogados de Tailandia y por algunos miembros de los medios de comunicación. Tres días después, el gobierno retrocedió y se retractó del decreto.
En junio de 1973, varios estudiantes universitarios de la Universidad de Ramkhamhaeng fueron expulsados por publicar una sátira sobre el gobierno gobernante. La sátira estaba relacionada con el escándalo de caza de Thung Yai que tuvo lugar en abril de 1973, cuando un helicóptero militar se estrelló con la pérdida de altos oficiales militares, familiares, empresarios adinerados y una estrella de cine. La muerte de la estrella de cine muy popular, así como la de los empresarios prominentes, no se pudo encubrir. La sátira hizo públicos algunos de los detalles, lo que provocó la indignación pública en todo el país. 139 Estas actividades fueron expuestas en un momento en que el gobierno extendió los mandatos de Thanom y su adjunto Praphas Charusathien por un año más.El NSCT reaccionó organizando manifestaciones para pedir la reinstalación de los estudiantes. Posteriormente, el gobierno decidió cerrar las universidades, lo que provocó que los mítines crecieran en tamaño, llegando a 50.000. Finalmente, el gobierno cedió al final, con los estudiantes reinstalados y el rector de la universidad obligado a renunciar.
A través de estas acciones, el NSCT se ganó la reputación de estar del lado del pueblo, ayudando a que la opinión de la clase media se volviera contra el gobierno militar. El NSCT también aprendió a organizar mítines y demostraciones eficaces, mostrando su creciente experiencia e ingenio como logísticos. En octubre de 1973, se habían ganado una voz política y, envalentonados por sus éxitos anteriores, tomaron medidas decisivas.

## El estallido de la revuelta
El 6 de octubre, Thirayuth Boonmee y otros diez activistas políticos fueron arrestados por distribuir folletos en lugares concurridos de Bangkok como Bang Lamphu, Siam Square y Pratunam, pidiendo apoyo para una redacción temprana de la constitución. utilizó un decreto que prohíbe las reuniones de más de cinco personas para arrestarlos. Los otros detenidos fueron Thirayuth, Prapansak Kamolpetch, Boonsong Chalethorn, Bandhit Hengnilrat, Visa Kanthap, Thanya Chunkathatharn, Thawee Muenthikorn, Montri Juengsirinarak, Nopporn Suwanpanich, Preedi Boonsue y Chaiwat Suravichai. Los llevaron a la jefatura de policía y registraron sus domicilios.
El 7 de octubre, Kongkiat Kongka, acusado de ser miembro de un grupo que aboga por la promulgación temprana de la constitución permanente, también fue arrestado. El 8 de octubre, a los doce detenidos se les negó la libertad bajo fianza y también fueron acusados por el vice primer ministro Praphas Charusathien de estar vinculados a un complot para derrocar al gobierno. El 9 de octubre, más de 2.000 estudiantes de la Universidad de Thammasat se manifestaron en una manifestación contra el gobierno. Después de la manifestación, los estudiantes realizaron una vigilia de toda la noche, en la que se les unieron estudiantes de la Universidad de Chulalongkorn y de varias escuelas de formación de profesores. Khaisaeng Suksai, un exmiembro del parlamento, también fue arrestado, con lo que el número total de detenidos asciende a trece.
El 10 de octubre, las manifestaciones en Bangkok aumentaron cuando más estudiantes de otras organizaciones estudiantiles se unieron a las protestas. El gobierno se preparó para reaccionar estableciendo discretamente un centro de control de crisis con Praphas Charusathien como director. El 11 de octubre, Praphas acordó reunirse con los estudiantes, quienes exigieron la liberación de los 13 prisioneros. Se negó a satisfacer sus demandas. Para entonces, la manifestación se había trasladado a los terrenos de la Universidad de Thammasat para adaptarse a su creciente tamaño, y el número de manifestantes ahora llega a 50.000.
El 12 de octubre, el gobierno anunció que pondría en libertad bajo fianza a los trece presos, pero los estudiantes rechazaron la oferta, afirmando que solo aceptarían la liberación incondicional de los presos. El público contribuyó con dinero para apoyar la protesta. El 13 de octubre, la multitud, que había aumentado a más de 400.000 (incluidos muchos miembros del público), marchó al Monumento a la Democracia para exigir la liberación de los prisioneros. El gobierno accedió rápidamente a las demandas y prometió que la constitución permanente estaría en vigor en octubre de 1974. Una vez satisfechas sus demandas, los estudiantes acordaron regresar a sus universidades. Sin embargo, alrededor de 200.000 estudiantes se negaron a disolverse y su líder, Seksan Prasertkul, decidió llevarlos al palacio para buscar el consejo del rey Bhumibol.
El 14 de octubre, los estudiantes llegaron al palacio y fueron recibidos por el representante del rey, quien dijo que Bhumibol solicitó que los estudiantes se disolvieran. Los estudiantes accedieron a hacerlo, y el subdirector de la policía ordenó colocar barricadas para dispersar a los estudiantes en una sola dirección ordenada. El gran tamaño de la multitud hizo que muchos no pudieran irse, pero la policía rechazó su solicitud de otra salida, lo que generó resentimiento entre los estudiantes. No está claro cómo sucedió, pero pronto se escucharon informes sobre la violencia contra los estudiantes cuando la multitud se puso nerviosa. Temprano en la mañana, estallaron bombas cerca del palacio real y la policía comenzó a atacar a los estudiantes.
A última hora de la mañana, hubo actos de vandalismo y violencia por parte de ambos lados mientras la situación se salió de control. El gobierno trajo tanques, helicópteros e infantería para apoyar a la policía. Setenta y siete muertos y 857 heridos  y muchos edificios cerca de la avenida Ratchadamnoen fueron incendiados. El número de manifestantes creció rápidamente a más de 500.000, mientras otros estudiantes y sus simpatizantes se unieron en su defensa. Los soldados finalmente se retiraron por la noche, y alrededor de las 19:15 el rey anunció por televisión y radio que el gobierno militar de Thanom había renunciado. 
La violencia continuó el 15 de octubre alrededor de la sede de la policía, y los estudiantes exigieron que Thanom fuera destituido como jefe de las fuerzas armadas [15]. Sólo cuando se anunció que Thanom, Praphas y el hijo de Thanom, el coronel Narong Kittikachorn, que estaba casado con la hija de Praphas, habían huido del país, regresó con calma a Bangkok. El final había llegado tan rápida e inesperadamente como había comenzado la violencia.

## Consecuencias
El levantamiento desató una serie de fuerzas políticas nunca antes vistas en Tailandia, y el país se fue polarizando gradualmente. Inmediatamente después del levantamiento, hubo una percepción popular de promesa y euforia. Sin embargo, las cosas empeoraron, ya que la democracia asumió la culpa de las consecuencias de las dictaduras pasadas. Hubo una gran cantidad de razones para el apoyo generalizado de los estudiantes. Para la mayoría de la gente, el gobierno militar fue una de las principales razones para apoyar a los estudiantes porque no logró frenar la inflación y evitar la escasez de arroz. Benedict Anderson, un académico del sudeste asiático, ha argumentado que a pesar del poder y la credibilidad que le dieron al movimiento, la clase media tailandesa estaba mucho menos preocupada por los objetivos de los estudiantes que insatisfecha con los cambios sociales y económicos que afectaban sus vidas.
En su idealismo, el NSCT decidió utilizar las donaciones que habían reunido durante octubre de 1973 para educar a los aldeanos sobre la democracia y sus procesos. El Programa de Propagación de la Democracia comenzó en serio durante los pocos meses posteriores a la instalación del nuevo régimen y se enviaron "emisarios de la democracia" a los 580 distritos de Tailandia. Esto duró hasta 1974, cuando las realidades de la diferencia cultural, la resistencia y la inercia obligaron a detener el programa. La disidencia estudiantil siguió surgiendo con quejas que iban desde la reforma educativa hasta el desequilibrio comercial de Tailandia con Japón y la influencia de la CIA sobre el establecimiento militar tailandés. Las huelgas y las sentadas comenzaron en noviembre de 1973 y afectaron tanto a los negocios como a la vida privada. La atmósfera de caos continuó mientras llegaban informes desde el noreste sobre la insurgencia comunista del país. 
La falta de un liderazgo fuerte en el gobierno interino significó que hubo pocas rupturas con el pasado. Incluso bajo la nueva constitución y después de las elecciones generales, los diputados abordaron sus deberes legislativos con cautela, votando de manera conservadora y rechazando cualquier legislación que pudiera amenazar a la clase alta atrincherada y rica. Además, el nuevo liderazgo civil temía ofender a los militares y no restringiría los privilegios de los oficiales poderosos. En los años posteriores al levantamiento, los disturbios y las huelgas tuvieron lugar con mayor frecuencia y la insurgencia en las colinas parecía un lugar común mientras aumentaban los impuestos. . La energía eléctrica era intermitente y Bangkok por la noche a veces se oscurecía. Esto se agravó a medida que se deterioró la situación internacional en Indochina. Vietnam del Sur, Laos y Camboya cayeron en manos de las fuerzas comunistas en 1975, y la amenaza de los grupos comunistas en los países vecinos provocó el pánico entre el pueblo tailandés. La presencia de regímenes comunistas en las fronteras tailandesas, la abolición de la monarquía laosiana de 600 años de antigüedad y la llegada de una avalancha de refugiados de Laos y Camboya hicieron que la opinión pública tailandesa se inclinara hacia la derecha, lo que provocó que los conservadores obtuvieran mucho más apoyo en el país en las elecciones de 1976. Este cambio de derecha culminaría con la masacre de manifestantes estudiantiles del 6 de octubre de 1976 en la Universidad de Thammasat, que marcó el final del "período democrático".